# هيلينا لانج
هيلينا لانج (بالألمانية: Helene Lange )‏ (و. 1848 – 1930 م) هي سياسية، وعاملة اجتماعية، وتربوية، ونسوية من الإمبراطورية الألمانية، وجمهورية فايمار، ولدت في أولدنبورغ، توفيت في برلين، عن عمر يناهز 82 عاماً.

## حياتها وتعليمها ومسيرتها كمربّية
تنتمي هيلينا لانج إلى عائلة من الطبقة المتوسطة في أولدنبورغ. كان والدها التاجر كارل ثيودور لانج (ولد باسم توم دييك) وكانت والدتها جوان. تُوّفيت والدتها بمرض السلّ في عام 1855 أي عندما كانت لانج في السادسة من عمرها، وتُوفي والدها جراء سكتة قلبية في عام 1864. وُضعت لانج تحت الوصاية القانونية لدار لرجال الدين في جنوب ألمانيا لمدّة عام. ضيّق الوصي القانوني على رغبة لانج في السعي لاستكمال تدريبها كمعلّمة في عام 1866، إذ خضعت لاختبار تحديد مستوى خاص بالمربيات في إحدى المدارس الداخلية في بوتيت شاتو بإلزاس، حيث أعطت دروسًا في الأدب الألماني والقواعد اللغوية الألمانية لتتمكّن من المشاركة في الدورات التدريسية. شرعت لانج في تعلّم الفلسفة وتاريخ الأدب والدين والعلوم التاريخية واللغات القديمة بشكل ذاتي. حظيت لانج بفرصة عمل بصفتها مربية في المنزل الخاص لإحدى الأسر المالكة للمصانع في أوسنابروك بحلول عام 1867.
انتقلت لانج إلى برلين بحلول عام 1871، وذلك للاستعداد لاختبار المعلّمين الذي اجتازته فعلًا. عملت بصفتها معلّمة خاصة بعد فترة وجيزة من الوقت أي بحلول عام 1872، إذ سرعان ما أخذت على نفسها التزامًا بتحرير النساء والفتيات من خلال التعليم، وانضمّت إلى رابطة المعلّمات والمدرّسات الألمانيات. بدأت لانج بتدريس اللغات في مدرسة كرامرشن الثانوية للبنات في يشتنبرغ بالقرب من برلين في عام 1874. نشطت لانج بصفتها معلّمة ومديرة للحلقات الدراسية في مدرسة كرانشين الثانوية للبنات -وهي كلّية خاصة بالنساء في برلين- حيث أنشأت حلقة دراسية خاصة بالمعلّمات أيضًا.

## انخراطها السياسي وحركتها النسوية
وجّهت لانج بالتعاون مع نساء آخريات التماسًا إلى وزارة التعليم ومجلس النواب في بروسيا في عام 1887، إذ أفاد الالتماس بأنه ينبغي النصّ على زيادة تأثير المعلمات في المدارس الثانوية العامة للبنات وعلى تدريب المعلّمات بشكل علمي، لكنه رُفض. لخّصت لانج موقفها من تعليم المرأة في المجلة المصاحبة للالتماس الكتيب الأصفر، إذ قالت «هدفكم هو تعليم الفتيات على يد النساء اللاتي يمكنهنّ التعاطف بشكل أفضل مع جوهر الفتيات من وجهة نظرهنّ. حتى يومنا هذا، تُنظّم معظم الترتيبات التدريسية من قبل الرجال».
أتاحت لانج دورات ريلكورس (دورات للمدارس الإعدادية والثانوية) للنساء في برلين في عام 1889، إذ حُوّلت هذه الدورات إلى دورات جيمناسيالكورس (دورات للمدارس الثانوية) في عام 1893. أنشأت لانج الرابطة الألمانية العامة للمعلمات في عام 1890، وكان هدفها من إنشاء الرابطة تمثيل اهتمامات المعلّمات وتولّي إدارة الرابطة. أنشأت لانج مجلّة المرأة في عام 1893، وغدت هذه المجلة أهم المجلات المعنية بحركة الحقوق المدنية للمرأة الألمانية. أصبحت لانج عضوًا في المجلس التأسيسي للرابطة الألمانية للمواطنات النساء في عام 1893. أصبحت لانج أيضًا عضوًا في مجلس إدارة اتحاد رابطات المرأة الألمانية في عام 1894، وكان هذا الاتحاد المنظّمة الأم لجميع رابطات المرأة الألمانية. مع ذلك، رفضت المجموعات النسائية الاشتراكية الديمقراطية الانضمام لهذا الاتحاد بسبب رفضه لمطالبهم الاجتماعية السياسية. عاشت لانج وعملت بالتعاون مع رفيقها النسوي والسياسي الألماني جيرترود بومر بحلول عام 1898، وذلك بسبب تردّي بصرها.
ألقت هيلينا لانج خطابها حول أهمية حق المرأة في الاقتراع خلال مؤتمر المجلس الدولي للمرأة في برلين في عام 1904، وساعدت في تأسيس التحالف الدولي لحق المرأة في الاقتراع أثناء انعقاد المؤتمر. 
استُدعيت لانج للعمل بصفتها مستشارة لإدارة الشؤون الثقافية البروسية في عام 1906، ما أفضى إلى إصلاح مدارس الفتيات البروسية في عام 1908. 
حُلّ تشريع الرابطات البروسية في عام 1908، الذي منع النساء من الانضمام إلى الأحزاب السياسية، فانضمّت لانج إلى حزب الاتحاد الحرّ الليبرالي اليساري. دعمت لانج خدمة المرأة الوطنية بين عامي 1914 و1918، أي أثناء اندلاع الحرب العالمية الأولى، وأعدّت النساء لخدمات الدعم في الحرب على الجبهات الألمانية في الحرب العالمية الأولى. عاشت لانج وبومر سويًة في هامبورغ بين عامي 1917 و1920، حيث أسست لانج المدرسة الاجتماعية للنساء وعملت فيها كمعلّمة. 

## أواخر حياتها
انتُخبت لانج ممثّلًا للحزب الديمقراطي الألماني (دي. دي. بّي.) في برلمان هامبورغ، وذلك بعد تمكّنها من الحصول على حق المرأة في الاقتراع المباشر وغير المباشر في جمهورية فايمار بألمانيا في عام 1919. افتتحت لانج الجلسة الافتتاحية للبرلمان بصفتها العضو الأكبر سنًا.
عادت لانج بصحبة بومر إلى برلين في عام 1920، حيث انسحبت تدريجيًا من عملها في الرابطات لكنّها مارست أنشطتها كناشرة. حصلت على الدكتوراه الفخرية في العلوم السياسية من جامعة توبنغن في عام 1923، وكُرّمت بميدالية دولة بروسيا الكبرى «لخدماتها المقدّمة للدولة» في عام 1928.

## أعمال أدبية
- شازار، أنجيليكا (2000). هيلينا لانج وجيرترود بومر: تعايش سياسي (باللغة الألمانية). كولن فايمار: بولا فيرلاج.
- «هيلينا لانج 1848- 1930؛ سياسية وناشطة في مجال حقوق المرأة». المتحف الحي الإلكتروني. المتحف التاريخي الألماني في برلين بألمانيا.
- «هيلينا لانج» مصاحب أوكسفورد للأدب الألماني. مطبعة جامعة أكسفورد، 1976، 1986، 1997، 2005.[6]